# Hipólito Irigoyen (dirigente de fútbol)
Hipólito Irigoyen (1927-2012) fue un exdirigente del fútbol argentino y reconocido simpatizante del Quilmes Atlético Club.
Se hizo un pequeño enorme lugar en el folclore del fútbol argentino por haber sido el inventor del festejo de arrojar una "lluvia de papelitos" en un estadio de fútbol cuando un equipo de fútbol sale a la cancha a disputar un partido.
Este entonces excepcional hecho ocurrió el 19 de agosto de 1961 durante un partido de fútbol entre Quilmes y Banfield por la 19ª fecha del Torneo de Primera B y motivó a los simpatizantes de Quilmes tradicionalmente apodados como los "Cerverceros" a conmemorar este hito como el Día del Hincha de Quilmes